# Mołdawia na Letnich Igrzyskach Olimpijskich Młodzieży 2010
Mołdawię na Letnich Igrzyskach Olimpijskich Młodzieży 2010 w Singapurze reprezentowało 11 sportowców w 9 dyscyplinach.

## Medale
| Medal | Zawodnik          | Dyscyplina | Konkurencja                                            |
| ----- | ----------------- | ---------- | ------------------------------------------------------ |
|       | Mário Silva       | Zapasy     | Kategoria poniżej 46 kilogramów dziewcząt (styl wolny) |
|       | Daniil Svaresciuc | Boks       | Kategoria powyżej 91 kilogramów chłopców               |

## Skład kadry

### Boks
- Daniil Svaresciuc – waga superciężka +91 kg  brązowy medal

### Judo
- Ghenadie Pretivatii

### Kajakarstwo
- Alexandru Tiganu

### Lekkoatletyka
- Doina Cravcenco
- Evgheni Glusco

### Łucznictwo
- Alexandra Mirca

### Pływanie
- Serghei Golban
  - 100 m. st. grzbietowym - 14 miejsce w półfinale (57.87)
  - 100 m. st. motylkowym - 25 miejsce w kwalifikacjach (57.81)
- Daryna Żewina
  - 50 m st. zmiennym - 13 miejsce w półfinale (33.63)
  - 100 m st. zmiennym -  22 miejsce w kwalifikacjach (1:14.47)

### Taekwondo
- Vladislav Arventii

### Tenis stołowy
- Olga Bliznet

### Zapasy
- Iulia Leorda – kategoria 46 kg  srebrny medal